# Liste der Universitäten in Iran
Die Liste der Universitäten in Iran setzt sich zusammen aus Universitäten des iranischen Staates und Privatuniversitäten.

## Staatliche Universitäten
Einige bekannte iranische Universitäten, sortiert nach ihrem Standort:
- Universität Arak, Arak
- Medizinische Universität Babol, Babol
- Universität von Mazandaran, Babol
- Universität Isfahan, Isfahan
- Universität Kurdistan, Kordestān
- Firdausi-Universität Maschhad, Maschhad
- Razi-Universität, Kermanschah
- Universität Schiras, Schiras
- Universität Täbris, Täbris
- Universität Teheran, Teheran (1934 gegründet)
- Allameh-Tabataba'i-Universität, Teheran (1950 gegründet)
- Imam-Hossein-Universität, Teheran (1986 gegründet)
- Iran Universität der Wissenschaft und Technologie, Teheran
- Amirkabir-Universität für Technologie, Teheran
- Scharif-Universität für Technologie, Teheran
- Iran-Universität für Medizinische Wissenschaften und Gesundheitsdienste, Teheran
- Tehran Universität für Medizinische Wissenschaften und Gesundheitsdienste, Teheran
- Schahid-Beheschti-Universität für Medizinische Wissenschaften und Gesundheitsdienste, Teheran
- K. N. Toosi University of Technology, Teheran
- Universität Yazd, Yazd
- Islamische Azad-Universität Damavand, Damavand
- Mohajer Technical University, Isfahan
- Schahid-Tschamran-Universität, Ahvaz